# Salomona striolata
Salomona striolata är en insektsart som beskrevs av Heinrich Hugo Karny 1907. Salomona striolata ingår i släktet Salomona och familjen vårtbitare. Inga underarter finns listade i Catalogue of Life.